# Diecezja Nord-Hålogaland
Diecezja Nord-Hålogaland (nor. Nord-Hålogaland bispedømme) – luterańska diecezja w Kościele Norwegii. Diecezja obejmuje Kościół Norwegii znajdujący się w okręgu Troms, Finnmark oraz Svalbard. Biskupem diecezjalnym od 2014 roku jest Olav Øygard, a swoją siedzibę ma w katedrze w Tromsø.

## Historia
W 1804 roku północna Norwegia wydzieliła diecezję Hålogaland z diecezji Nidaros. Kiedy w 1920 roku Svalbard został oddany pod zarząd Norwegii, stał się częścią tej diecezji. W 1952 diecezja Hålogaland (która obejmowała północną Norwegię) podzieliła się na dwie: Sør-Hålogaland (Nordland) oraz na Nord-Hålogaland (Troms, Finnmark, Svalbard).

## Biskupi
- Alf Wiig (1952-1961)
- Monrad Norderval (1962-1972)
- Kristen Kyrre Bremer (1972-1979)
- Arvid Nergård (1979-1990)
- Ola Steinholt (1990-2001)
- Per Oskar Kjølaas (2002-2014)
- Olav Øygard (od 2014)

## Katedra
Katedra w Tromsø została wybudowana w 1861 roku. Została zaprojektowana przez Christiana Heinrich Groscha. Katedra została wybudowana w drewnie w stylu neogotyckim. Wewnątrz nad ołtarzem znajduje się obraz przedstawiający zmartwychwstałego Jezusa.

## Struktura
Diecezja Nord-Hålogaland dzieli się na 9 dekanatów (nor. prosti). W każdym dekanacie znajduje się kilka miejscowości. W każdej miejscowości znajduje się jedna lub kilka parafii.
| Dekanat (prosti)      | Miejscowości                                               | Mapa. |
| --------------------- | ---------------------------------------------------------- | ----- |
| Tromsø domprosti      | Tromsø, Karlsøy, Svalbard                                  |       |
| Alta prosti           | Alta, Hasvik, Loppa                                        |       |
| Hammerfest prosti     | Gamvik, Hammerfest, Kvalsund, Lebesby, Måsøy, Nordkapp     |       |
| Indre Finnmark prosti | Karasjok, Kautokeino, Nesseby, Tana, Porsanger             |       |
| Indre-Troms prosti    | Balsfjord, Bardu, Lavangen, Målselv, Salangen              |       |
| Nord-Troms prosti     | Kvænangen, Kåfjord, Lyngen, Nordreisa, Skjervøy, Storfjord |       |
| Senja prosti          | Berg, Dyrøy, Lenvik, Sørreisa, Torsken, Tranøy             |       |
| Trondenes prosti      | Gratangen, Harstad, Ibestad, Kvæfjord, Skånland            |       |
| Varanger prosti       | Berlevåg, Båtsfjord, Sør-Varanger, Vadsø, Vardø            |       |

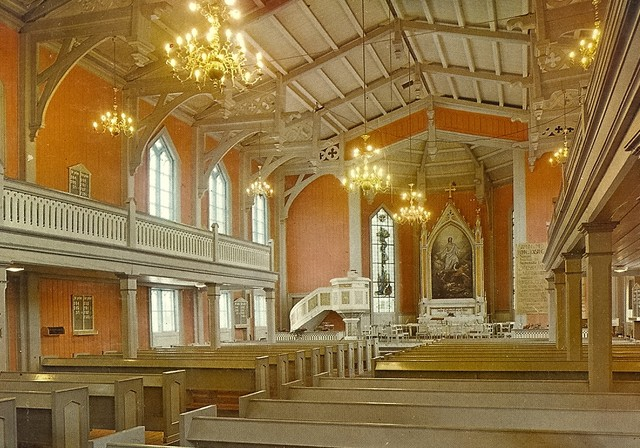
Wnętrze katedry w Tromsø
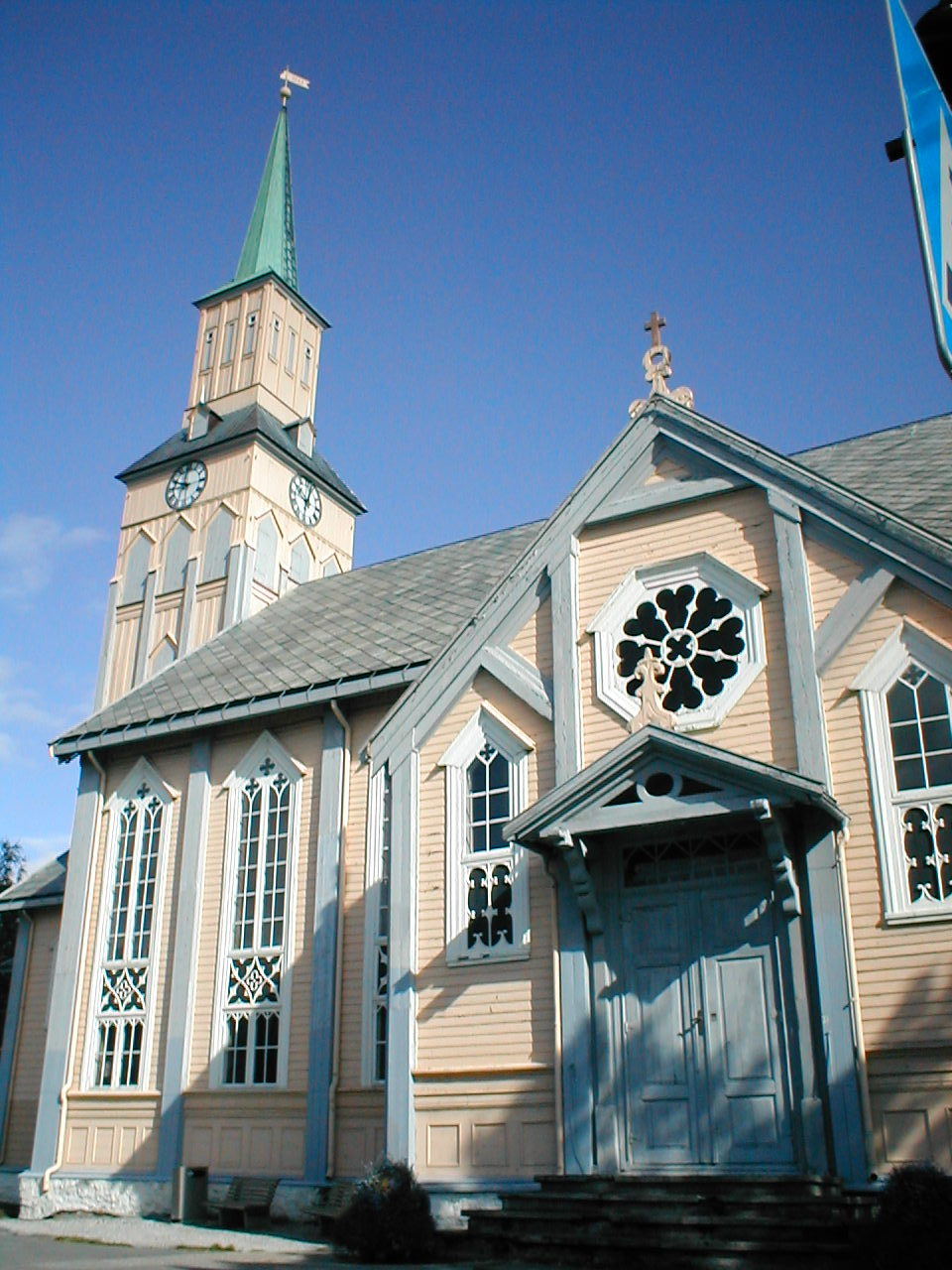
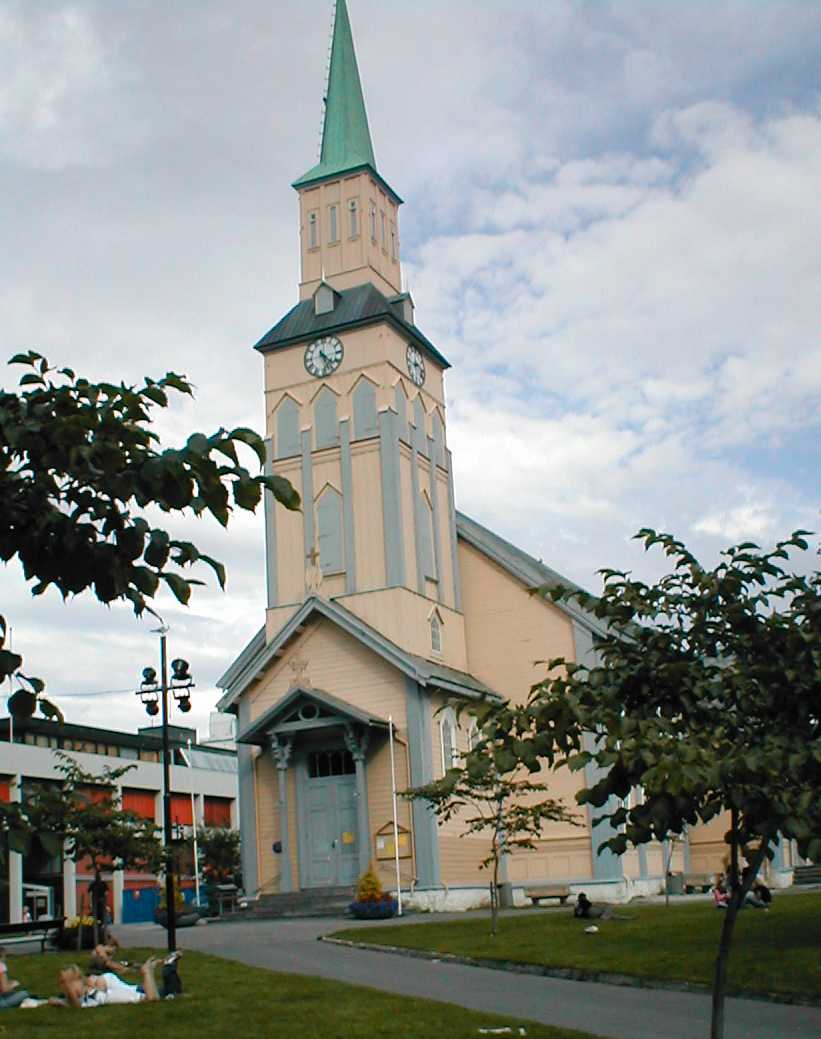
Fasada katedry w Tromsø